# جائزة فرنسا الكبرى للدراجات النارية 2011
جائزة فرنسا الكبرى للدراجات النارية 2011 هو سباق دراجات نارية أقيم بتاريخ 15 مايو 2011 في لو مان. كان الجولة الرابعة من أصل 18 في سباق الجائزة الكبرى للدراجات النارية موسم 2011. فاز الأسترالي كيسي ستونر بفئة الموتو جي بي. فاز بفئة الموتو 2 الإسباني مارك ماركيث.

## وصلات خارجية
- الموقع الرسمي